# Седова, Татьяна Владимировна
Татья́на Влади́мировна Седо́ва (1934—2002) — российская учёная-альголог, доктор биологических наук (1988), специалист по систематике и цитогенетике водорослей, считается основателем кариологии водорослей.

## Биография
Родилась 13 августа 1934 года в Ленинграде, отец — инженер. В 1941 году эвакуирована с матерью в Ярославскую область, после снятия блокады семья вернулась в Ленинград. В 1952 году Татьяна Владимировна поступила на биолого-почвенный факультет Ленинградского государственного университета. В 1957 году окончила кафедру генетики, после чего стала сотрудником Отдела генетики и селекции ВИРа. С 1962 года Т. В. Седова работала в Лаборатории альгологии Ботанического института АН СССР.
В 1970 году Татьяна Владимировна защитила диссертацию кандидата биологических наук, в которой обобщала результаты многолетних исследований цитологии одноклеточных водорослей. Т. В. Седова занималась разработкой цитологического метода систематики водорослей.
Т. В. Седова — автор классификации типов митоза, также занималась выявлением закономерностей их распределения в различных группах водорослей. К её научным достижениям относится типификация интерфазных ядер у Chlorococcum.
С 1971 по 1984 год Татьяна Владимировна преподавала цитологию водорослей на кафедре ботаники ЛГУ. В 1988 году она защитила докторскую диссертацию «Кариологические аспекты систематики зелёных водорослей».
Автор монографий «Основы цитологии водорослей» и «Кариология водорослей», автор серии статей «Сравнительно-цитологиеское изучение одноклеточных водорослей», составитель ряда разделов для третьего тома «Жизни растений».
Скончалась 19 октября 2002 года.

## Некоторые научные работы
- Седова, Т. В. Пиреноид, его строение и функции // Ботанический журнал. — 1966. — Т. 51, № 9. — С. 1345—1355.
- Седова, Т. В., Голлербах, М. М. Симбиоз у водорослей // Ботанический журнал. — 1974. — Т. 59, № 9. — С. 1359—1374.
- Седова, Т. В. Основы цитологии водорослей. — Л., 1977. — 170 с.
- Седова, Т. В. Кариология водорослей. — СПб., 1996. — 368 с. — ISBN 5-02-026058-4.